# Karomama Meritmoet
Karomama Meritmoet (troonnaam: Sitamoen Moetemhat) was een Godsvrouw van Amon tijdens de 22e dynastie van het oude Egypte. 

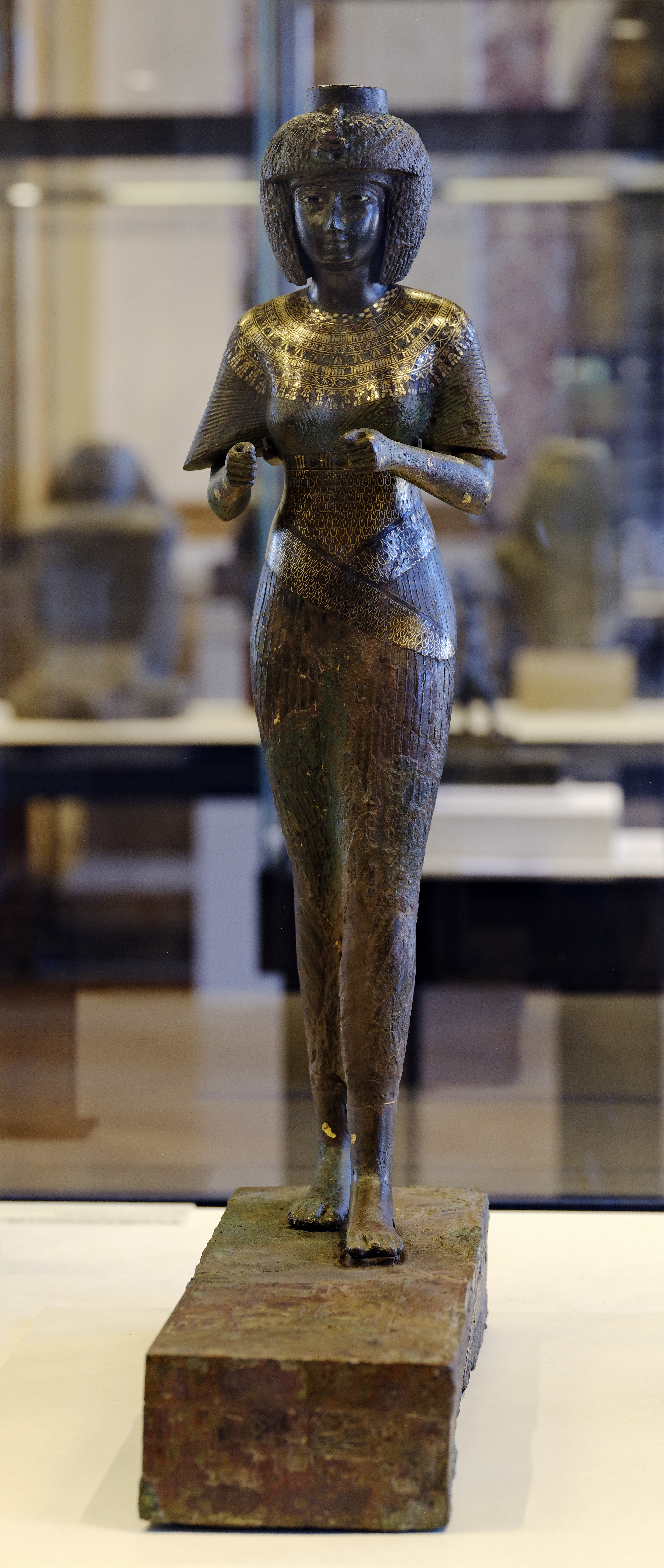
Beeld van Karomama Meritmoet
(ca. 850 v. Chr.), Louvre

Er is weinig geweten over Karomama Meritmoet, maar ze is mogelijk identiek aan Karomama, een dochter van farao Osorkon II, die werd afgebeeld in de Sed-zaal van de farao. Ze volgde Henoettawy op als hogepriesteres. Ze is afgebeeld in de Osiris-Ptah-Neb-anch-kapel in Karnak. Een bronzen beeld van haar is te zien in het Louvre in Parijs. Een stèle van haar, haar canopische kruiken en oesjabti's bevinden zich in het Ägyptisches Museum Berlin en in het Musée de la Princerie in Verdun.
Karomama Meritmoet werd opgevolgd als Godsvrouw van Amon door Sjepenoepet I. Haar graf werd in december 2014 ontdekt in het gebied van het Ramesseum in Thebe.